# Maradi, Arkalgud
Maradi là một làng thuộc tehsil Arkalgud, huyện Hassan, bang Karnataka, Ấn Độ.